# Kryder

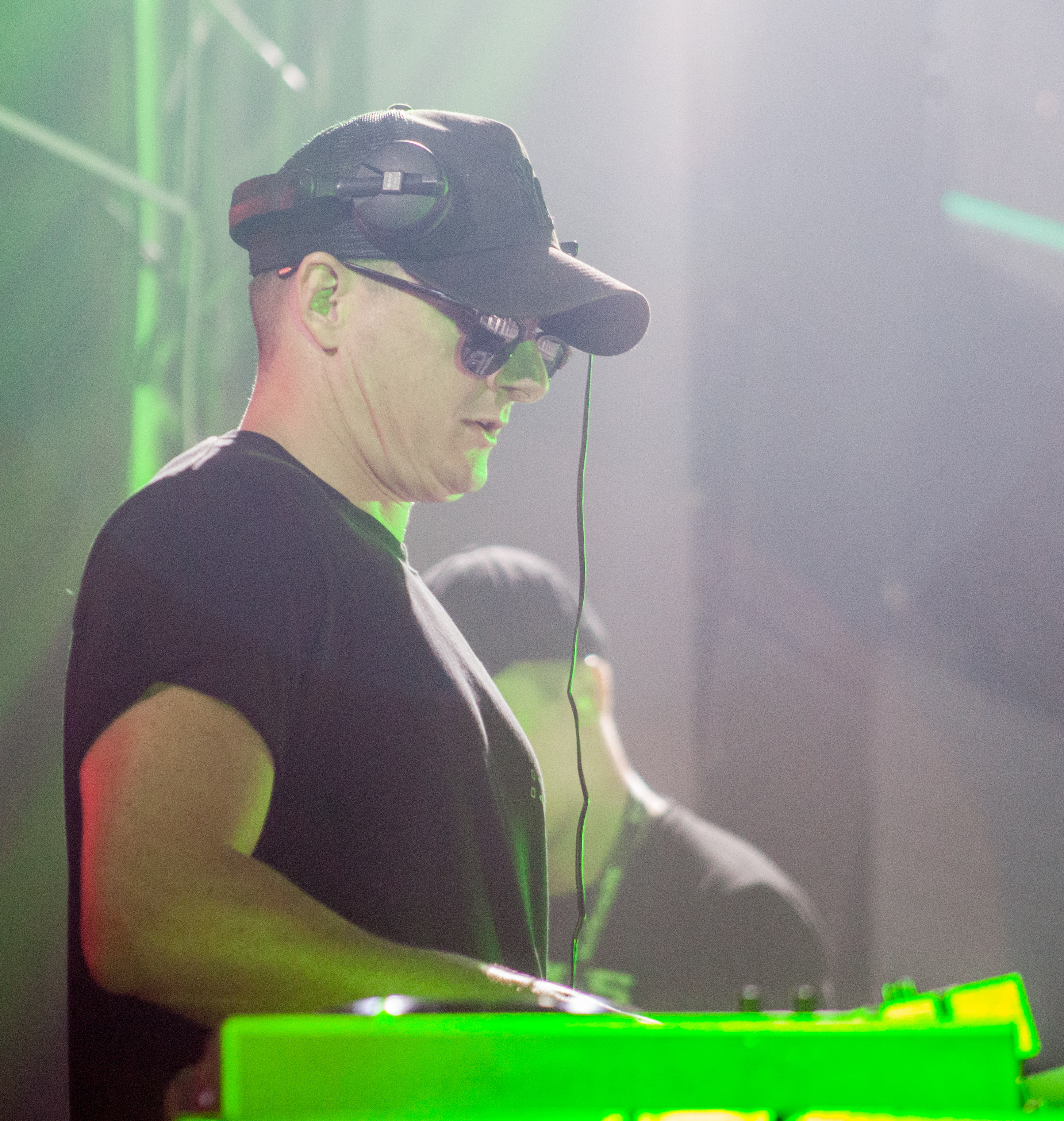
Kryder tijdens zijn optreden op het festival Beats for Love 2019 in Ostrava, Tsjechië.

Christopher Simon Knight (geboren in Hertfordshire, Engeland), beter bekend onder zijn artiestennaam Kryder, is een Britse dj, producer en labelbaas binnen het elektronische muziekgenre. Hij staat vooral bekend om zijn bijdragen aan de progressive house- en groove house-scene en heeft een kenmerkende stijl ontwikkeld die ritmische percussie en melodische elementen combineert.

## Carrière
Kryder verwierf internationale bekendheid met de track "K2", uitgebracht op Spinnin' Records, die veel werd gedraaid door prominente dj’s binnen de EDM-scene. Zijn doorbraak bij een breder publiek kwam met de release van "Aphrodite" op Axtone Records, het label van de Zweedse producer Axwell. Deze track kreeg steun van artiesten als Steve Angello, Axwell, en Tiësto, en stond bovenaan op de Beatport Top 100.
Naast zijn werk als producer staat Kryder bekend als curator en promotor van opkomend talent. Hij richtte het label Sosumi Records op, met als doel om gratis muziek van hoge kwaliteit beschikbaar te maken voor een breder publiek zonder auteursrechtenbarrières. Sosumi Records fungeerde als springplank voor jonge producers, waaronder Leandro da Silva, Tony Romera, Abel Ramos en het Italiaanse trio Meduza in hun vroege jaren. Na het succes van Sosumi startte Kryder in 2018 het label Kryteria Records, in samenwerking met Spinnin' Records. Dit label richt zich op releases binnen de house en tribal-georiënteerde dance.

### Samenwerkingen
Kryder heeft in de loop van zijn carrière samengewerkt met verschillende artiesten binnen de elektronische muziek. Een terugkerende samenwerkingspartner is Tom Staar, met wie hij meerdere tracks produceerde, waaronder Jericho, Apache en The Chant. Daarnaast werkte Kryder samen met Erick Morillo aan nummers als Waves en Crocodile Tears, uitgebracht via Subliminal Records. Andere samenwerkingen en remixes betreffen artiesten als Armin van Buuren, Steve Angello, Benny Benassi, Michael Calfan en David Guetta. Zijn remix van Calfan’s Treasured Soul en zijn bijdrage aan SIZE Records speelden een rol in zijn internationale doorbraak.